# Liste de langues mortes par famille
Cette liste comprend les langues éteintes et est classée par groupe de famille.

## Langues chamito-sémitiques
- Égyptien ancien

### Langues sémitiques
- akkadien (babylonien, assyrien)
- hébreu biblique
- phénicien

## Langues caucasiennes
Langues abkhazo-adygiennes :
- Oubykh : parlé en Turquie et en Géorgie. Éteint depuis 1992.

## Langues finno-ougriennes et samoyèdes
Langues sames :
- Same d'Akkala : parlé dans la Péninsule de Kola (Russie) et éteint depuis la mort de son dernier locuteur en 2003.
- Same de Kemi : parlé en Laponie finlandaise et éteint depuis le XIXe siècle.

## Langues pré-indo-européennes
Voir : Langues pré-indo-européennes

## Langues indo-européennes

### Groupe balte
Langues baltes occidentales :
- Skalvien : parlé en Lituanie Occidentale jusqu'au XVIe siècle et remplacé par le lituanien.
- Sudovien (ou Yotvingien) : parlé en Prusse-Orientale et disparu après le Moyen Âge.
- Vieux-prussien (Prusse-Orientale), plusieurs dialectes dont le nadruvien et le galindien : il reste de nombreux écrits permettant de reconstituer cette langue éteinte au XVIIIe siècle.

Langues baltes orientales :
- Sélonien : parlé en Sélonie (Sud-Est de la Lettonie et Nord de la Lituanie) jusqu'au XVIe siècle et remplacé par le latgalien ou le lituanien.
- Sémigalien : parlé en Zemgale (Sud de la Lettonie) jusqu'au XVIe siècle et remplacé par le letton.

### Groupe celtique
Langues brittoniques :
- Breton de Batz-sur-Mer : dialecte breton parlé en Loire-Atlantique et parlé jusqu'au début du XXe siècle. Les derniers locuteurs se sont éteints dans les années 1960.
- Cambrien : parlé en Cambrie (Angleterre) et disparu au Moyen Âge (au XIIe ou au XIIIe siècle) à la suite de l'invasion saxonne.
- Cornique : parlé dans les Cornouailles au Royaume-Uni jusqu'au début du XIXe siècle. Langue revitalisée depuis le début du XXe siècle.
- Picte : parlé en Écosse par les Pictes jusqu'au IXe siècle de notre ère. Sa classification au sein des langues brittoniques est controversée.

Langues celtiques continentales:
- Celtibère : parlé en Castille (Espagne) jusqu'au IIe siècle.
- Gallaïque : parlé en Galice (Espagne) et qui aurait survécu jusqu'aux environs de l'an Mil.
- Galate : parlé en Galatie (Turquie) jusqu'au IVe siècle par les Galates.
- Gaulois : après le VIe siècle selon Grégoire de Tours (Gaule).
- Lépontique : parlé en Gaule cisalpine jusqu'au IIIe siècle.
- Ligure ancien : parlé dans le Nord-Ouest de l'Italie jusqu'au Ier siècle et progressivement délaissé à la suite de la conquête romaine. Sa classification en tant que langue celtique est controversée.
- Norique : parlé dans la province romaine de Norique (actuelles Autriche et Slovénie). On estime qu'elle aurait survécu jusqu'au IIe siècle, bien que les linguistes ne disposent d'aucune certitude à son sujet.

### Groupe germanique
Langues germaniques orientales :
- Burgonde : Parlé dans le Royaume de Bourgogne au Ve siècle.
- Gotique : vers le VIe siècle (Espagne; Italie).
- Gotique de Crimée : après le IXe siècle (Crimée).
- Lombard : Parlé en Scandinavie (avant le Ier siècle) puis en Hongrie et en Italie (VIe siècle). Éteint après le Xe siècle.
- Vandale  : avant le VIe siècle (Scandinavie, Espagne, Afrique du Nord).

Langues scandinaves :
- Norne : vers le XVIIIe siècle (Écosse).
- Vieux norrois : vers le XVe siècle (Scandinavie).
- Normannique[1] : vers le IXe siècle (Normandie)[2].

### Groupe italique
- Langues sabelliques (osque, sabin, volsque…) : absorbées par le latin durant la République romaine.
- Langue sicule

#### Groupe roman (issu du latin, langue du groupe italique)
Langues italo-romanes:
- Dalmate  (2 dialectes : ragusain et végliote) : parlé en Dalmatie (Croatie) et disparu en 1898 avec la mort de son dernier locuteur.
- Langue romane d'Afrique

### Groupe slave
Langues slaves occidentales
- Polabe : parlé en Allemagne du Nord-Est. Disparu au XVIIIe siècle.
- Slovince : parlé en Poméranie et disparu au XXe siècle.

Langues slaves méridionales:
- Vieux slave : ancêtre du bulgare et du macédonien. Parlé en tant que langue liturgique des églises orthodoxes.

## Pidgin et langues créoles disparues

### Pidgins
- Basco-algonquin : pidgin issu du basque, parlé par les marins et pécheurs basques en Terre-Neuve.
- Basco-islandais : pidgin issu du basque, parlé par les marins et pécheurs basques en Islande.
- Russenorsk : mélange de norvégien et de russe parlé par les pécheurs des Spitzberg, de la Péninsule de Kola et du Finnmark. Disparu après la Révolution d'Octobre.
- Sabir : Lingua franca des marins et marchands méditerranéens.

### Créoles
- Doumer[Où ?] :
- Doucelangue[réf. nécessaire][Où ?]